# Campeonato Brasileiro de Futebol de 1985
O Campeonato Brasileiro de Futebol de 1985, originalmente denominado Taça de Ouro pela CBF, foi a 30.ª edição do Campeonato Brasileiro e foi vencido, pela primeira vez, por um clube paranaense, o Coritiba, ao vencer nos pênaltis o Bangu no Maracanã lotado com mais de 91.000 pagantes.
Foi o segundo Campeonato Brasileiro decidido em cobranças de pênaltis (o primeiro tinha sido em 1977). O técnico Ênio Andrade tornou-se o segundo — o primeiro foi Rubens Minelli — a ser campeão por três clubes diferentes: Internacional em 1979, Grêmio em 1981 e Coritiba em 1985, os três clubes da Região Sul campeões nacionais até então.
Esse também foi o ano em que, na prática, a Taça de Ouro e a Taça de Prata foram fundidas num único campeonato. Os vinte clubes melhor colocados no Ranking da CBF (que então era o chamado Ranking de Pontos) foram reunidos nos grupos A e B.
O campeão e o vice da Taça CBF do ano anterior (Remo e Uberlândia), mais 22 clubes de 22 estados brasileiros (classificados via campeonatos estaduais) disputaram os grupos C e D. Passaram para as fases seguintes os 8 melhor classificados em cada um dos "subcampeonatos".
Foi a primeira vez que a final do Brasileirão não contou com nenhum representante dos chamados "clubes grandes", o "G-12" do futebol brasileiro. E o Atlético/MG foi o único dos "grandes" a figurar entre os oito melhores, mas parou na semifinal diante do Coritiba.

## Participantes
| Equipe                 | Cidade         | Estado | Classificação                           | Título(s)                                  |
| ---------------------- | -------------- | ------ | --------------------------------------- | ------------------------------------------ |
| ABC                    | Natal          | RN     | Campeão potiguar de 1984                | 0 (não possui)                             |
| America                | Rio de Janeiro | RJ     | Ranking de Pontos                       | 0 (não possui)                             |
| Atlético Mineiro       | Belo Horizonte | MG     | Ranking de Pontos                       | 2 (1937, 1971)                             |
| Bahia                  | Salvador       | BA     | Ranking de Pontos                       | 1 (1959)                                   |
| Bangu                  | Rio de Janeiro | RJ     | Melhor colocado do carioca de 1984      | 0 (não possui)                             |
| Botafogo               | Rio de Janeiro | RJ     | Ranking de Pontos                       | 1 (1968)                                   |
| Botafogo-PB            | João Pessoa    | PB     | Campeão paraibano de 1984               | 0 (não possui)                             |
| Brasil de Pelotas      | Pelotas        | RS     | Melhor colocado do gaúcho de 1984       | 0 (não possui)                             |
| Brasília               | Brasília       | DF     | Campeão brasiliense de 1984             | 0 (não possui)                             |
| Ceará                  | Fortaleza      | CE     | Campeão cearense de 1984                | 0 (não possui)                             |
| Corinthians            | São Paulo      | SP     | Ranking de Pontos                       | 0 (não possui)                             |
| Coritiba               | Curitiba       | PR     | Ranking de Pontos                       | 0 (não possui)                             |
| Corumbaense            | Corumbá        | MS     | Campeão sul-mato-grossense de 1984      | 0 (não possui)                             |
| Cruzeiro               | Belo Horizonte | MG     | Ranking de Pontos                       | 1 (1966)                                   |
| CSA                    | Maceió         | AL     | Campeão alagoano de 1984                | 0 (não possui)                             |
| Desportiva Ferroviária | Cariacica      | ES     | Campeão capixaba de 1984                | 0 (não possui)                             |
| Flamengo               | Rio de Janeiro | RJ     | Ranking de Pontos                       | 3 (1980, 1982, 1983)                       |
| Flamengo-PI            | Teresina       | PI     | Campeão piauiense de 1984               | 0 (não possui)                             |
| Fluminense             | Rio de Janeiro | RJ     | Ranking de Pontos                       | 2 (1970, 1984)                             |
| Goiás                  | Goiânia        | GO     | Ranking de Pontos                       | 0 (não possui)                             |
| Grêmio                 | Porto Alegre   | RS     | Ranking de Pontos                       | 1 (1981)                                   |
| Guarani                | Campinas       | SP     | Ranking de Pontos                       | 1 (1978)                                   |
| Internacional          | Porto Alegre   | RS     | Ranking de Pontos                       | 3 (1975, 1976, 1979)                       |
| Joinville              | Joinville      | SC     | Campeão catarinense de 1984             | 0 (não possui)                             |
| Leônico                | Salvador       | BA     | Melhor colocado do baiano de 1984       | 0 (não possui)                             |
| Mixto                  | Cuiabá         | MT     | Campeão mato-grossense de 1984          | 0 (não possui)                             |
| Nacional-AM            | Manaus         | AM     | Campeão amazonense de 1984              | 0 (não possui)                             |
| Náutico                | Recife         | PE     | Ranking de Pontos                       | 0 (não possui)                             |
| Palmeiras              | São Paulo      | SP     | Ranking de Pontos                       | 6 (1960, 1967, 1967 RGP, 1969, 1972, 1973) |
| Paysandu               | Belém          | PA     | Campeão paraense de 1984                | 0 (não possui)                             |
| Pinheiros-PR           | Curitiba       | PR     | Campeão paranaense de 1984              | 0 (não possui)                             |
| Ponte Preta            | Campinas       | SP     | Melhor colocado no paulista de 1984     | 0 (não possui)                             |
| Portuguesa             | São Paulo      | SP     | Ranking de Pontos                       | 0 (não possui)                             |
| Remo                   | Belém          | PA     | Vice-campeão da Taça CBF 1984           | 0 (não possui)                             |
| Sampaio Corrêa         | São Luís       | MA     | Campeão maranhense de 1984              | 0 (não possui)                             |
| Santa Cruz             | Recife         | PE     | Ranking de Pontos                       | 0 (não possui)                             |
| Santos                 | Santos         | SP     | Ranking de Pontos                       | 6 (1961, 1962, 1963, 1964, 1965, 1968 RGP) |
| São Paulo              | São Paulo      | SP     | Ranking de Pontos                       | 1 (1977)                                   |
| Sergipe                | Aracaju        | SE     | Campeão sergipano de 1984               | 0 (não possui)                             |
| Sport                  | Recife         | PE     | Melhor colocado no pernambucano de 1984 | 0 (não possui)                             |
| Uberlândia             | Uberlândia     | MG     | Campeão da Taça CBF 1984                | 0 (não possui)                             |
| Vasco da Gama          | Rio de Janeiro | RJ     | Ranking de Pontos                       | 1 (1974)                                   |
| Vila Nova              | Goiânia        | GO     | Campeão goiano de 1984                  | 0 (não possui)                             |
| Villa Nova             | Nova Lima      | MG     | Melhor colocado do mineiro de 1984      | 0 (não possui)                             |

## Fórmula de disputa
Primeira Fase, grupos A e B: 20 clubes, divididos em dois grupos de 10, jogando em dois turnos, mas cada clube enfrentando apenas os clubes do outro grupo. Classificam-se quatro clubes em cada grupo: o vencedor do turno, o vencedor do returno mais os dois mais bem colocados na soma dos dois turnos.
Primeira Fase, grupos C e D: 24 clubes, divididos em dois grupos de 12, cada um deles jogando entre si em dois turnos. Classificam-se quatro clubes em cada grupo: o vencedor do turno, o vencedor do returno mais os dois mais bem colocados na soma dos dois turnos.
Segunda Fase: Os 16 classificados na primeira fase são reorganizados em quatro grupos com quatro equipes em cada. Jogando entre si dentro dos grupos, em turno e returno, classificando-se para a semifinal os primeiros colocados de cada grupo.
Semifinal: Os 4 clubes classificados para essa fase são dispostos em duas chaves. Em jogos de ida e volta, classificam-se para a final os clubes vencedores na soma de placares.
Final: Os dois clubes, em partida única com mando de campo para a equipe com melhor campanha durante todo o campeonato, sendo campeão o vencedor. Em caso de empate em tempo normal, decisão por cobranças de pênaltis.

## Classificações parciais

### Primeira fase

#### Grupo A
| Turno | Turno            | Turno |
| Time  | Time             | P     |
| ----- | ---------------- | ----- |
| 1     | Atlético Mineiro | 15    |
| 2     | Corinthians      | 13    |
| 3     | Guarani          | 12    |
| 4     | Grêmio           | 12    |
| 5     | Botafogo         | 10    |
| 6     | Fluminense       | 10    |
| 7     | Palmeiras        | 8     |
| 8     | Coritiba         | 7     |
| 9     | America          | 6     |
| 10    | Santa Cruz       | 6     |

| Returno | Returno          | Returno |
| Time    | Time             | P       |
| ------- | ---------------- | ------- |
| 1       | Coritiba         | 12      |
| 2       | Fluminense       | 11      |
| 3       | Guarani          | 11      |
| 4       | Botafogo         | 10      |
| 5       | Atlético Mineiro | 10      |
| 6       | Corinthians      | 10      |
| 7       | Palmeiras        | 10      |
| 8       | Grêmio           | 9       |
| 9       | America          | 7       |
| 10      | Santa Cruz       | 5       |

|     | AME | ATM | BOT | COR | CTB | FLU | GRE | GUA | PAL | SCR |
| --- | --- | --- | --- | --- | --- | --- | --- | --- | --- | --- |
| AME | —   |     |     |     |     |     |     |     |     |     |
| ATM |     | —   |     |     |     |     |     |     |     |     |
| BOT |     |     | —   |     |     |     |     |     |     |     |
| COR |     |     |     | —   |     |     |     |     |     |     |
| CTB |     |     |     |     | —   |     |     |     |     |     |
| FLU |     |     |     |     |     | —   |     |     |     |     |
| GRE |     |     |     |     |     |     | —   |     |     |     |
| GUA |     |     |     |     |     |     |     | —   |     |     |
| PAL |     |     |     |     |     |     |     |     | —   |     |
| SCR |     |     |     |     |     |     |     |     |     | —   |

|  |                                           |
|  | Equipes classificadas para a segunda fase |

| Time | Time             | P  |
| ---- | ---------------- | -- |
| 1    | Atlético Mineiro | 25 |
| 2    | Corinthians      | 23 |
| 3    | Guarani          | 23 |
| 4    | Fluminense       | 21 |
| 5    | Grêmio           | 21 |
| 6    | Botafogo         | 20 |
| 7    | Coritiba         | 19 |
| 8    | Palmeiras        | 18 |
| 9    | America          | 13 |
| 10   | Santa Cruz       | 11 |

|  |                                                          |
|  | Classificados para a Segunda Fase como campeões de turno |
|  | Classificados para a Segunda Fase pela pontuação geral   |
|  | Equipes eliminadas                                       |

#### Grupo B
| Turno | Turno         | Turno |
| Time  | Time          | P     |
| ----- | ------------- | ----- |
| 1     | Flamengo      | 14    |
| 2     | Internacional | 13    |
| 3     | Vasco da Gama | 11    |
| 4     | Náutico       | 11    |
| 5     | São Paulo     | 10    |
| 6     | Santos        | 10    |
| 7     | Cruzeiro      | 10    |
| 8     | Bahia         | 10    |
| 9     | Portuguesa    | 6     |
| 10    | Goiás         | 6     |

| Returno | Returno       | Returno |
| Time    | Time          | P       |
| ------- | ------------- | ------- |
| 1       | Bahia         | 16      |
| 2       | Vasco da Gama | 14      |
| 3       | Goiás         | 10      |
| 4       | Internacional | 10      |
| 5       | Santos        | 10      |
| 6       | São Paulo     | 10      |
| 7       | Náutico       | 9       |
| 8       | Flamengo      | 9       |
| 9       | Portuguesa    | 9       |
| 10      | Cruzeiro      | 8       |

|     | BAH | CRU | FLA | GOI | INT | NAU | POR | SAN | SPA | VAS |
| --- | --- | --- | --- | --- | --- | --- | --- | --- | --- | --- |
| BAH | —   |     |     |     |     |     |     |     |     |     |
| CRU |     | —   |     |     |     |     |     |     |     |     |
| FLA |     |     | —   |     |     |     |     |     |     |     |
| GOI |     |     |     | —   |     |     |     |     |     |     |
| INT |     |     |     |     | —   |     |     |     |     |     |
| NAU |     |     |     |     |     | —   |     |     |     |     |
| POR |     |     |     |     |     |     | —   |     |     |     |
| SAN |     |     |     |     |     |     |     | —   |     |     |
| SPA |     |     |     |     |     |     |     |     | —   |     |
| VAS |     |     |     |     |     |     |     |     |     | —   |

|  |                                           |
|  | Equipes classificadas para a segunda fase |

| Time | Time          | P  |
| ---- | ------------- | -- |
| 1    | Bahia         | 26 |
| 2    | Vasco da Gama | 25 |
| 3    | Flamengo      | 23 |
| 4    | Internacional | 23 |
| 5    | Náutico       | 20 |
| 6    | Santos        | 20 |
| 7    | São Paulo     | 20 |
| 8    | Cruzeiro      | 18 |
| 9    | Goiás         | 16 |
| 10   | Portuguesa    | 15 |

|  |                                                          |
|  | Classificados para a Segunda Fase como campeões de turno |
|  | Classificados para a Segunda Fase pela pontuação geral   |
|  | Equipes eliminadas                                       |

#### Grupo C
| Turno | Turno          | Turno |
| Time  | Time           | P     |
| ----- | -------------- | ----- |
| 1     | Sport          | 19    |
| 2     | Mixto          | 14    |
| 3     | Botafogo-PB    | 14    |
| 4     | CSA            | 13    |
| 5     | Ceará          | 13    |
| 6     | Paysandu       | 12    |
| 7     | Nacional-AM    | 9     |
| 8     | Flamengo-PI    | 9     |
| 9     | ABC            | 9     |
| 10    | Sampaio Corrêa | 8     |
| 11    | Sergipe        | 6     |
| 12    | Remo           | 6     |

| Returno | Returno        | Returno |
| Time    | Time           | P       |
| ------- | -------------- | ------- |
| 1       | Sport          | 19      |
| 2       | Ceará          | 18      |
| 3       | Nacional-AM    | 15      |
| 4       | CSA            | 13      |
| 5       | Paysandu       | 13      |
| 6       | Mixto          | 13      |
| 7       | Botafogo-PB    | 10      |
| 8       | Remo           | 8       |
| 9       | ABC            | 8       |
| 10      | Flamengo-PI    | 6       |
| 11      | Sergipe        | 5       |
| 12      | Sampaio Corrêa | 4       |

|     | ABC | BPB | CEA | CSA | FPI | MIX | NAC | PAY | REM | SCO | SER | SPT |
| --- | --- | --- | --- | --- | --- | --- | --- | --- | --- | --- | --- | --- |
| ABC | —   |     |     |     |     |     |     |     |     |     |     |     |
| BPB |     | —   |     |     |     |     |     |     |     |     |     |     |
| CEA |     |     | —   |     |     |     |     |     |     |     |     |     |
| CSA |     |     |     | —   |     |     |     |     |     |     |     |     |
| FPI |     |     |     |     | —   |     |     |     |     |     |     |     |
| MIX |     |     |     |     |     | —   |     |     |     |     |     |     |
| NAC |     |     |     |     |     |     | —   |     |     |     |     |     |
| PAY |     |     |     |     |     |     |     | —   |     |     |     |     |
| REM |     |     |     |     |     |     |     |     | —   |     |     |     |
| SCO |     |     |     |     |     |     |     |     |     | —   |     |     |
| SER |     |     |     |     |     |     |     |     |     |     | —   |     |
| SPT |     |     |     |     |     |     |     |     |     |     |     | —   |

|  |                                           |
|  | Equipes classificadas para a segunda fase |

| Time | Time           | P  |
| ---- | -------------- | -- |
| 1    | Sport          | 38 |
| 2    | Ceará          | 31 |
| 3    | Mixto          | 27 |
| 4    | CSA            | 26 |
| 5    | Paysandu       | 25 |
| 6    | Nacional-AM    | 24 |
| 7    | Botafogo-PB    | 24 |
| 8    | ABC            | 17 |
| 9    | Flamengo-PI    | 15 |
| 10   | Remo           | 14 |
| 11   | Sampaio Corrêa | 12 |
| 12   | Sergipe        | 11 |

|  |                                                          |
|  | Classificados para a Segunda Fase como campeões de turno |
|  | Classificados para a Segunda Fase pela pontuação geral   |
|  | Equipes eliminadas                                       |

#### Grupo D
| Turno | Turno                  | Turno |
| Time  | Time                   | P     |
| ----- | ---------------------- | ----- |
| 1     | Bangu                  | 17    |
| 2     | Ponte Preta            | 17    |
| 3     | Joinville              | 15    |
| 4     | Leônico                | 12    |
| 5     | Pinheiros-PR           | 12    |
| 6     | Brasil de Pelotas      | 11    |
| 7     | Brasília               | 11    |
| 8     | Desportiva Ferroviária | 8     |
| 9     | Villa Nova             | 8     |
| 10    | Uberlândia             | 8     |
| 11    | Vila Nova              | 8     |
| 12    | Corumbaense            | 5     |

| Returno | Returno                | Returno |
| Time    | Time                   | P       |
| ------- | ---------------------- | ------- |
| 1       | Bangu                  | 16      |
| 2       | Brasil de Pelotas      | 16      |
| 3       | Ponte Preta            | 15      |
| 4       | Vila Nova              | 12      |
| 5       | Joinville              | 12      |
| 6       | Brasília               | 12      |
| 7       | Pinheiros-PR           | 11      |
| 8       | Uberlândia             | 9       |
| 9       | Desportiva Ferroviária | 9       |
| 10      | Corumbaense            | 8       |
| 11      | Villa Nova             | 7       |
| 12      | Leônico                | 5       |

|     | BAN | BRP | BSL | CMB | DES | JOI | LEO | PIN | PON | UBL | VNG | VNM |
| --- | --- | --- | --- | --- | --- | --- | --- | --- | --- | --- | --- | --- |
| BAN | —   | 3-1 | 1-0 | 4-0 | 4-1 | 3-1 | 1-0 | 1-1 | 0-0 | 2-0 | 2-0 | 1-1 |
| BRP | 0-1 | —   | 2-0 | 1-0 | 5-0 | 1-1 | 4-1 | 1-0 | 2-0 | 1-1 | 0-0 | 2-2 |
| BSL | 2-1 | 3-2 | —   | 1-1 | 0-0 | 0-0 | 1-0 | 0-0 | 1-1 | 1-1 | 0-1 | 2-0 |
| CMB | 0-1 | 1-2 | 0-1 | —   | 2-0 | 1-2 | 2-1 | 1-3 | 1-5 | 1-0 | 1-3 | 0-0 |
| DES | 0-1 | 3-0 | 0-1 | 0-1 | —   | 0-1 | 3-1 | 0-2 | 1-0 | 2-1 | 2-1 | 1-1 |
| JOI | 1-0 | 1-2 | 1-0 | 4-0 | 0-1 | —   | 1-0 | 1-0 | 1-1 | 2-0 | 3-0 | 2-1 |
| LEO | 1-2 | 2-1 | 5-3 | 0-0 | 1-1 | 1-0 | —   | 0-0 | 1-2 | 3-1 | 2-1 | 1-0 |
| PIN | 1-1 | 2-2 | 1-0 | 0-0 | 1-0 | 1-1 | 1-0 | —   | 0-1 | 2-0 | 1-1 | 1-0 |
| PON | 2-2 | 2-2 | 1-1 | 2-0 | 2-0 | 2-1 | 3-0 | 2-1 | —   | 1-1 | 4-1 | 1-0 |
| UBL | 1-2 | 1-2 | 1-2 | 2-0 | 1-2 | 0-1 | 4-0 | 2-1 | 0-0 | —   | 1-1 | 3-0 |
| VNG | 3-2 | 3-1 | 3-1 | 1-1 | 1-0 | 1-1 | 0-1 | 3-2 | 1-2 | 0-3 | —   | 1-0 |
| VNM | 0-2 | 0-0 | 0-2 | 4-3 | 3-1 | 0-3 | 2-0 | 0-0 | 1-3 | 0-2 | 3-0 | —   |

|  |                                           |
|  | Equipes classificadas para a segunda fase |

| Time | Time                   | P  |
| ---- | ---------------------- | -- |
| 1    | Bangu                  | 33 |
| 2    | Ponte Preta            | 32 |
| 3    | Joinville              | 27 |
| 4    | Brasil de Pelotas      | 27 |
| 5    | Brasília               | 23 |
| 6    | Pinheiros-PR           | 23 |
| 7    | Vila Nova              | 20 |
| 8    | Leônico                | 17 |
| 9    | Desportiva Ferroviária | 17 |
| 10   | Uberlândia             | 17 |
| 11   | Villa Nova             | 15 |
| 12   | Corumbaense            | 13 |

|  |                                                          |
|  | Classificados para a Segunda Fase como campeões de turno |
|  | Classificados para a Segunda Fase pela pontuação geral   |
|  | Equipes eliminadas                                       |

### Segunda fase

#### Grupo E
| Time | Time             | P |
| ---- | ---------------- | - |
| 1    | Atlético Mineiro | 9 |
| 2    | Guarani          | 6 |
| 3    | Ponte Preta      | 6 |
| 4    | CSA              | 3 |

|     | ATM | CSA | GUA | PON |
| --- | --- | --- | --- | --- |
| ATM | —   | 2-0 | 2-1 | 1-0 |
| CSA | 0-0 | —   | 0-0 | 0-0 |
| GUA | 1-1 | 6-1 | —   | 1-1 |
| PON | 1-1 | 2-0 | 0-0 | —   |

|  |                               |
|  | Classificado para a semifinal |

#### Grupo F
| Time | Time              | P |
| ---- | ----------------- | - |
| 1    | Brasil de Pelotas | 9 |
| 2    | Flamengo          | 7 |
| 3    | Ceará             | 5 |
| 4    | Bahia             | 3 |

|     | BAH | BRP | CEA | FLA |
| --- | --- | --- | --- | --- |
| BAH | —   | 2-3 | 4-0 | 0-0 |
| BRP | 2-1 | —   | 4-0 | 2-0 |
| CEA | 2-1 | 0-0 | —   | 1-1 |
| FLA | 3-0 | 1-0 | 2-2 | —   |

|  |                               |
|  | Classificado para a semifinal |

#### Grupo G
| Time | Time        | P |
| ---- | ----------- | - |
| 1    | Coritiba    | 8 |
| 2    | Sport       | 7 |
| 3    | Joinville   | 5 |
| 4    | Corinthians | 4 |

|     | COR | CTB | JOI | SPT |
| --- | --- | --- | --- | --- |
| COR | —   | 1-0 | 1-1 | 0-0 |
| CTB | 1-0 | —   | 2-1 | 0-0 |
| JOI | 2-0 | 0-1 | —   | 4-2 |
| SPT | 3-1 | 1-1 | 1-0 | —   |

|  |                               |
|  | Classificado para a semifinal |

#### Grupo H
| Time | Time          | P  |
| ---- | ------------- | -- |
| 1    | Bangu         | 10 |
| 2    | Internacional | 7  |
| 3    | Vasco da Gama | 5  |
| 4    | Mixto         | 2  |

|     | BAN | INT | MIX | VAS |
| --- | --- | --- | --- | --- |
| BAN | —   | 1-1 | 1-1 | 3-1 |
| INT | 1-2 | —   | 1-0 | 2-2 |
| MIX | 1-4 | 1-3 | —   | 1-1 |
| VAS | 0-2 | 1-1 | 4-0 | —   |

|  |                               |
|  | Classificado para a semifinal |

## Fase Final
|  | Semifinais        | Semifinais     | Semifinais | Semifinais |   |       | Final | Final |
|  |                   |                |            |            |   |       |       |       |
|  | Bangu             | 1              | 3          | 4          |   |       |       |       |
|  | Brasil de Pelotas | 0              | 1          | 1          |   |       |       |       |
|  | Brasil de Pelotas | 0              | 1          | 1          |   | Bangu | 1 (5) |       |
|  |                   |                |            |            |   | Bangu | 1 (5) |       |
|  |                   | Coritiba (pen) | 1 (6)      |            |   |       |       |       |
|  | Atlético Mineiro  | Coritiba (pen) | 1 (6)      | 0          | 0 | 0     |       |       |
|  | Atlético Mineiro  |                |            | 0          | 0 | 0     |       |       |
|  | Coritiba          | 1              | 0          | 1          |   |       |       |       |

### Semifinais
Chave 1
| 24 de julho de 1985 | Brasil de Pelotas | 0 – 1 | Bangu            | Estádio Olímpico, Porto Alegre, Rio Grande do Sul |
|                     |                   |       | 73' Jorge Batata | Público: 37 398 Árbitro: Luís Carlos Antunes      |

| 28 de julho de 1985 | Bangu                      | 3 – 1 | Brasil de Pelotas | Estádio do Maracanã, Rio de Janeiro, Rio de Janeiro |
|                     | Ado 26' · Marinho 69', 77' |       | 73' Bira          | Público: 38 472 Árbitro: José de Assis Aragão       |

Chave 2
| 24 de julho de 1985 | Coritiba    | 1 – 0 | Atlético Mineiro | Estádio Couto Pereira, Curitiba (PR)                |
|                     | Heraldo 13' |       |                  | Público: 33 041 Árbitro: Carlos Sérgio Rosa Martins |

| 28 de julho de 1985 | Atlético Mineiro | 0 – 0 | Coritiba | Estádio do Mineirão, Belo Horizonte (MG)   |
|                     |                  |       |          | Público: 64 075 Árbitro: Luís Carlos Félix |

### Final
| 31 de julho de 1985 | Bangu       | 1 – 1 | Coritiba  | Estádio do Maracanã, Rio de Janeiro, Rio de Janeiro |
|                     | Lulinha 35' |       | 25' Índio | Público: 91 257 Árbitro: Romualdo Arppi Filho       |

|                                                   |       | Penalidades                               |  |
| Gílson Gênio Pingo Baby Mário Marques Marinho Ado | 5 – 6 | Índio Marco Aurélio Édson Lela Vavá Gomes |  |

| G              |  | Gilmar        |                               |                 |
| LD             |  | Márcio Nunes  |                               |                 |
| Z              |  | Jair          |                               |                 |
| Z              |  | Oliveira      |                               |                 |
| LE             |  | Baby          |                               |                 |
| V              |  | Israel        |                               |                 |
| V              |  | Lulinha       |                               | Substituído     |
| M              |  | Mário Marques | Penalizado com cartão amarelo |                 |
| A              |  | Marinho       |                               |                 |
| A              |  | João Cláudio  |                               | Substituído     |
| A              |  | Ado           |                               |                 |
| Substituições: |  |               |                               |                 |
| M              |  | Gilson        |                               | Entrou em campo |
| M              |  | Pingo         |                               | Entrou em campo |
| Treinador:     |  |               |                               |                 |
| Moisés         |  |               |                               |                 |

| G              |  | Rafael        | Penalizado com cartão amarelo |                 |
| LD             |  | André         |                               |                 |
| Z              |  | Gomes         | Penalizado com cartão amarelo |                 |
| Z              |  | Heraldo       |                               |                 |
| LE             |  | Dida          | Penalizado com cartão amarelo |                 |
| V              |  | Almir         |                               | Substituído     |
| V              |  | Marildo       |                               | Substituído     |
| M              |  | Toby          |                               |                 |
| A              |  | Lela          |                               |                 |
| A              |  | Índio         |                               |                 |
| A              |  | Édson         |                               |                 |
| Substituições: |  |               |                               |                 |
| Z              |  | Vavá          |                               | Entrou em campo |
| V              |  | Marco Aurélio |                               | Entrou em campo |
| Treinador:     |  |               |                               |                 |
| Ênio Andrade   |  |               |                               |                 |

## Premiação
| Campeonato Brasileiro de Futebol de 1985    |
| Paraná                                      |
| ------------------------------------------- |
| Coritiba Foot Ball Club Campeão (1° título) |

### Bola de Pratade 1985
Os melhores jogadores do campeonato em suas posições, eleitos pela revista Placar:
 Rafael (Coritiba)
  Luís Carlos Winck (Internacional) •  Leandro (Flamengo) •  Mauro Galvão (Internacional) •  Baby (Bangu)
  Alemão (Botafogo) •  Dema (Santos) •  Rubén Paz (Internacional)
   Marinho (Bangu) •  Careca (São Paulo) •  Ado (Bangu)
Artilheiro:  Edmar (Guarani)
| Vencedor da Bola de Ouro

## Classificação final
| Classificação final da Taça de Ouro 1985 | Classificação final da Taça de Ouro 1985 | Classificação final da Taça de Ouro 1985 | Classificação final da Taça de Ouro 1985 | Classificação final da Taça de Ouro 1985 | Classificação final da Taça de Ouro 1985 | Classificação final da Taça de Ouro 1985 | Classificação final da Taça de Ouro 1985 | Classificação final da Taça de Ouro 1985 | Classificação final da Taça de Ouro 1985 |  |
| Pos                                      | Time                                     | PG                                       | J                                        | V                                        | E                                        | D                                        | GP                                       | GC                                       | SG                                       |  |
| ---------------------------------------- | ---------------------------------------- | ---------------------------------------- | ---------------------------------------- | ---------------------------------------- | ---------------------------------------- | ---------------------------------------- | ---------------------------------------- | ---------------------------------------- | ---------------------------------------- |  |
| 1                                        | Coritiba                                 | 31                                       | 29                                       | 12                                       | 7                                        | 10                                       | 25                                       | 27                                       | -2                                       |  |
| 2                                        | Bangu                                    | 48                                       | 31                                       | 20                                       | 8                                        | 3                                        | 55                                       | 23                                       | 32                                       |  |
| 3                                        | Brasil de Pelotas                        | 36                                       | 30                                       | 14                                       | 8                                        | 8                                        | 48                                       | 33                                       | 15                                       |  |
| 4                                        | Atlético Mineiro                         | 35                                       | 28                                       | 13                                       | 9                                        | 6                                        | 37                                       | 23                                       | 14                                       |  |
| 5                                        | Sport                                    | 45                                       | 28                                       | 20                                       | 5                                        | 3                                        | 49                                       | 16                                       | 33                                       |  |
| 6                                        | Ponte Preta                              | 38                                       | 28                                       | 13                                       | 12                                       | 3                                        | 41                                       | 21                                       | 20                                       |  |
| 7                                        | Ceará                                    | 36                                       | 28                                       | 14                                       | 8                                        | 6                                        | 39                                       | 29                                       | 10                                       |  |
| 8                                        | Joinville                                | 32                                       | 28                                       | 13                                       | 6                                        | 9                                        | 36                                       | 23                                       | 13                                       |  |
| 9                                        | Flamengo                                 | 30                                       | 26                                       | 11                                       | 8                                        | 7                                        | 40                                       | 23                                       | 17                                       |  |
| 10                                       | Internacional                            | 30                                       | 26                                       | 11                                       | 8                                        | 7                                        | 36                                       | 23                                       | 13                                       |  |
| 11                                       | Vasco da Gama                            | 30                                       | 26                                       | 11                                       | 8                                        | 7                                        | 37                                       | 31                                       | 6                                        |  |
| 12                                       | Bahia                                    | 29                                       | 26                                       | 11                                       | 7                                        | 8                                        | 35                                       | 29                                       | 6                                        |  |
| 13                                       | CSA                                      | 29                                       | 28                                       | 10                                       | 9                                        | 9                                        | 33                                       | 29                                       | 4                                        |  |
| 14                                       | Mixto                                    | 29                                       | 28                                       | 10                                       | 9                                        | 9                                        | 27                                       | 36                                       | -9                                       |  |
| 15                                       | Guarani                                  | 29                                       | 26                                       | 8                                        | 13                                       | 5                                        | 36                                       | 26                                       | 10                                       |  |
| 16                                       | Corinthians                              | 27                                       | 26                                       | 9                                        | 9                                        | 8                                        | 27                                       | 22                                       | 5                                        |  |
| 17                                       | Fluminense                               | 21                                       | 20                                       | 7                                        | 7                                        | 6                                        | 24                                       | 21                                       | 3                                        |  |
| 18                                       | Grêmio                                   | 21                                       | 20                                       | 6                                        | 9                                        | 5                                        | 25                                       | 21                                       | 4                                        |  |
| 19                                       | Botafogo                                 | 20                                       | 20                                       | 9                                        | 2                                        | 9                                        | 26                                       | 36                                       | -10                                      |  |
| 20                                       | Náutico                                  | 20                                       | 20                                       | 8                                        | 4                                        | 8                                        | 25                                       | 28                                       | -3                                       |  |
| 21                                       | Santos                                   | 20                                       | 20                                       | 7                                        | 6                                        | 7                                        | 23                                       | 25                                       | -2                                       |  |
| 22                                       | São Paulo                                | 20                                       | 20                                       | 7                                        | 6                                        | 7                                        | 36                                       | 39                                       | -3                                       |  |
| 23                                       | Cruzeiro                                 | 18                                       | 20                                       | 5                                        | 8                                        | 7                                        | 23                                       | 22                                       | 1                                        |  |
| 24                                       | Palmeiras                                | 18                                       | 20                                       | 5                                        | 8                                        | 7                                        | 28                                       | 28                                       | 0                                        |  |
| 25                                       | Goiás                                    | 16                                       | 20                                       | 5                                        | 6                                        | 9                                        | 21                                       | 27                                       | -6                                       |  |
| 26                                       | Portuguesa                               | 15                                       | 20                                       | 4                                        | 7                                        | 9                                        | 19                                       | 26                                       | -7                                       |  |
| 27                                       | America                                  | 13                                       | 20                                       | 4                                        | 5                                        | 11                                       | 19                                       | 31                                       | -12                                      |  |
| 28                                       | Santa Cruz                               | 11                                       | 20                                       | 4                                        | 3                                        | 13                                       | 21                                       | 47                                       | -26                                      |  |
| 29                                       | Paysandu                                 | 25                                       | 22                                       | 8                                        | 9                                        | 5                                        | 26                                       | 21                                       | 5                                        |  |
| 30                                       | Nacional-AM                              | 24                                       | 22                                       | 10                                       | 4                                        | 8                                        | 39                                       | 29                                       | 10                                       |  |
| 31                                       | Botafogo-PB                              | 24                                       | 22                                       | 7                                        | 10                                       | 5                                        | 21                                       | 23                                       | -2                                       |  |
| 32                                       | Brasília                                 | 23                                       | 22                                       | 8                                        | 7                                        | 7                                        | 22                                       | 22                                       | 0                                        |  |
| 33                                       | Pinheiros-PR                             | 23                                       | 22                                       | 7                                        | 9                                        | 6                                        | 21                                       | 17                                       | 4                                        |  |
| 34                                       | Vila Nova                                | 20                                       | 22                                       | 7                                        | 6                                        | 9                                        | 25                                       | 34                                       | -9                                       |  |
| 35                                       | Leônico                                  | 17                                       | 22                                       | 7                                        | 3                                        | 12                                       | 21                                       | 33                                       | -12                                      |  |
| 36                                       | Desportiva Ferroviária                   | 17                                       | 22                                       | 7                                        | 3                                        | 12                                       | 18                                       | 30                                       | -12                                      |  |
| 37                                       | Uberlândia                               | 17                                       | 22                                       | 6                                        | 5                                        | 11                                       | 26                                       | 26                                       | 0                                        |  |
| 38                                       | ABC                                      | 17                                       | 22                                       | 6                                        | 5                                        | 11                                       | 27                                       | 33                                       | -6                                       |  |
| 39                                       | Flamengo-PI                              | 15                                       | 22                                       | 5                                        | 5                                        | 12                                       | 14                                       | 24                                       | -10                                      |  |
| 40                                       | Villa Nova                               | 15                                       | 22                                       | 5                                        | 5                                        | 12                                       | 18                                       | 31                                       | -13                                      |  |
| 41                                       | Remo                                     | 14                                       | 22                                       | 5                                        | 4                                        | 13                                       | 19                                       | 38                                       | -19                                      |  |
| 42                                       | Corumbaense                              | 13                                       | 22                                       | 4                                        | 5                                        | 13                                       | 16                                       | 37                                       | -21                                      |  |
| 43                                       | Sampaio Corrêa                           | 12                                       | 22                                       | 2                                        | 8                                        | 12                                       | 24                                       | 43                                       | -19                                      |  |
| 44                                       | Sergipe                                  | 11                                       | 22                                       | 3                                        | 5                                        | 14                                       | 15                                       | 37                                       | -22                                      |  |

|  |                                                                         |
|  | Campeão e classificado para a Taça Libertadores da América de 1986      |
|  | Vice-campeão e classificado para a Taça Libertadores da América de 1986 |
|  | Eliminados nas semifinais                                               |
|  | Eliminados na segunda fase                                              |
|  | Eliminados na primeira fase (grupos A-B)                                |
|  | Eliminados na primeira fase (grupos C-D)                                |

## Artilheiros
1. Edmar (Guarani), 20 gols
2. Bira (Brasil de Pelotas), Marinho (Bangu), Roberto Dinamite (Vasco da Gama), 16 gols

## Campanha do Campeão
| Nº Jogo | Data       | Jogo                                    | Fase      |
| ------- | ---------- | --------------------------------------- | --------- |
| 1       | 27/01/1985 | Coritiba 3 x 1 São Paulo                | 1ª Fase   |
| 2       | 31/01/1985 | Coritiba 2 x 1 Cruzeiro                 | 1ª Fase   |
| 3       | 03/02/1985 | Bahia 2 x 1 Coritiba                    | 1ª Fase   |
| 4       | 06/02/1985 | Vasco da Gama 3 x 0 Coritiba            | 1ª Fase   |
| 5       | 10/02/1985 | Coritiba 0 x 0 Goiás                    | 1ª Fase   |
| 6       | 13/02/1985 | Coritiba 0 x 1 Flamengo                 | 1ª Fase   |
| 7       | 23/02/1985 | Internacional 4 x 0 Coritiba            | 1ª Fase   |
| 8       | 27/02/1985 | Portuguesa 1 x 0 Coritiba               | 1ª Fase   |
| 9       | 03/03/1985 | Coritiba 2 x 0 Náutico                  | 1ª Fase   |
| 10      | 14/04/1985 | Coritiba 0 x 1 Santos                   | 1ª Fase   |
| 11      | 09/03/1985 | São Paulo 0 x 1 Coritiba                | 1ª Fase   |
| 12      | 13/03/1985 | Cruzeiro 2 x 3 Coritiba                 | 1ª Fase   |
| 13      | 17/03/1985 | Coritiba 1 x 2 Bahia                    | 1ª Fase   |
| 14      | 20/03/1985 | Coritiba 0 x 0 Vasco da Gama            | 1ª Fase   |
| 15      | 24/03/1985 | Goiás 0 x 2 Coritiba                    | 1ª Fase   |
| 16      | 27/03/1985 | Flamengo 0 x 1 Coritiba                 | 1ª Fase   |
| 17      | 31/03/1985 | Coritiba 0 x 0 Internacional            | 1ª Fase   |
| 18      | 07/04/1985 | Coritiba 0 x 2 Portuguesa               | 1ª Fase   |
| 19      | 10/04/1985 | Náutico 2 x 0 Coritiba                  | 1ª Fase   |
| 20      | 14/04/1985 | Coritiba 2 x 1 Santos                   | 1ª Fase   |
| 21      | 03/07/1985 | Sport 1 x 1 Coritiba                    | 2ª Fase   |
| 22      | 07/07/1985 | Coritiba 1 x 0 Corinthians              | 2ª Fase   |
| 23      | 10/07/1985 | Coritiba 2 x 1 Joinville                | 2ª Fase   |
| 24      | 13/07/1985 | Corinthians 1 x 0 Coritiba              | 2ª Fase   |
| 25      | 17/07/1985 | Joinville 0 x1 Coritiba                 | 2ª Fase   |
| 26      | 21/07/1985 | Coritiba 0 x 0 Sport Recife             | 2ª Fase   |
| 27      | 24/07/1985 | Coritiba 1 x 0 Atlético/MG              | Semifinal |
| 28      | 28/07/1985 | Atlético/MG 0 x 0 Coritiba              | Semifinal |
| 29      | 31/07/1985 | Bangu 1 x 1 Coritiba [Pro 0-0][Pen 5-6] | Final     |

Fonte: FUTEBOL NACIONAL.